# 胡胡伊省
胡胡伊（西班牙語：Jujuy，發音：[xuˈxuj]）是位於阿根廷最西北部的一個省，其邊境與智利和玻利維亞接壤。在阿根廷內，胡胡伊唯一的鄰近省份是其東和南邊的薩爾塔省。

## 歷史
前哥倫布時期，當地原住民和後來在印加帝國擴張時到達的印加人通婚後的混血兒都以務農和馴養原駝為生。他們居住在以泥造成的茅屋，並且用石頭堆砌出要塞以保護他們的村落。這種要塞的其中一個例子是Pucará de Tilcara，Pucará的意思就是解作「要塞」（這個字同時被阿根廷主要戰機生產商FAdeA用作戰機型號FMA IA-58 Pucará）。

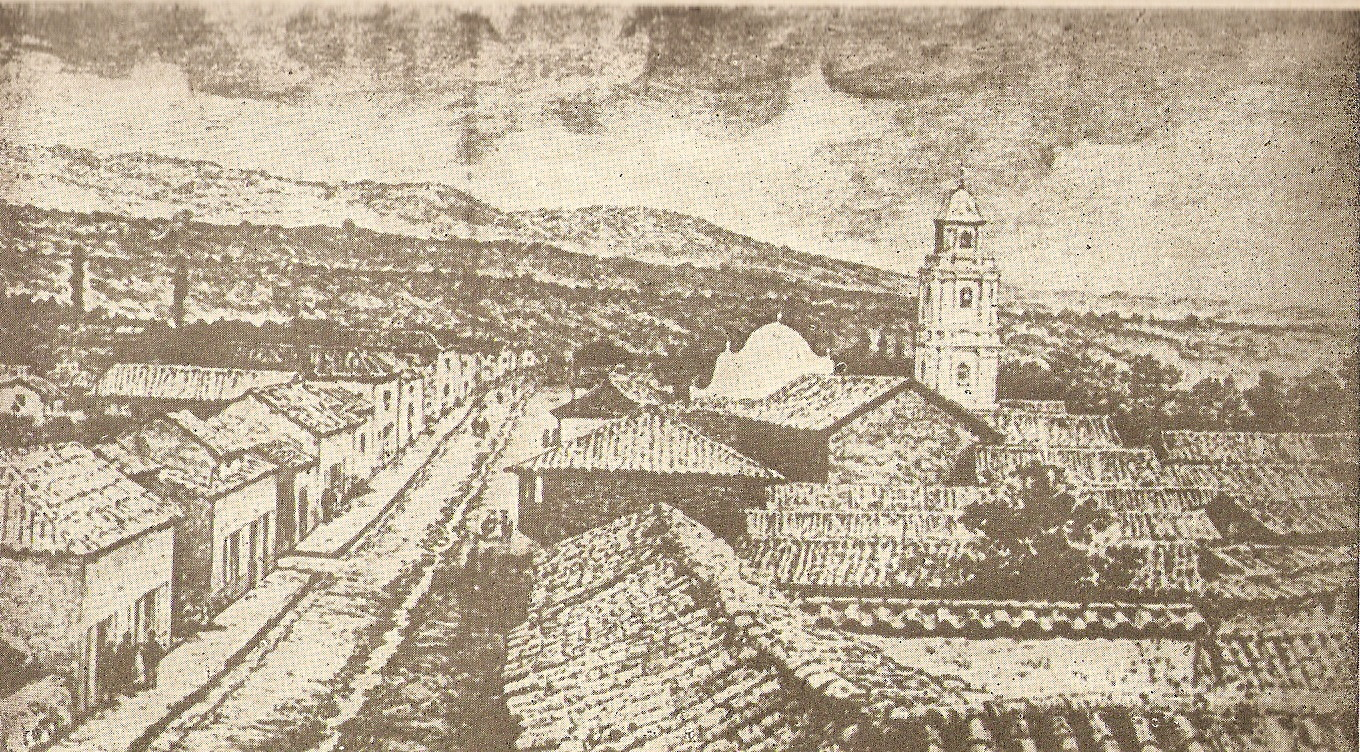
19世紀末的胡胡伊。圖中明確地突出了Iglesia Matriz的鐘樓。

1593年時，在西班牙人Francisco de Argañaraz y Murguía的努力下，一個小村落在胡胡伊谷中建立起來。儘管這裡受到Calchaquí和Kolla等當地部族的攻擊，這裡的人口和村落活動仍鞏固起來並逐漸上升。
17世紀末，前往秘魯總督轄區的關卡從科爾多瓦省搬到胡胡伊省。
因為成立了拉普拉塔总督辖区並且脫離了原秘魯總督轄區的關係，胡胡伊失去了其重要性，人口亦從此開始減少。
在阿根廷五月革命和拉普拉塔聯合省獨立戰事時，因為西班牙人集中火力在祕魯的關係，胡胡伊發生了多次抗爭事件。胡胡伊人進行了其著名的Jujuy Exodus，即由曼努埃爾·貝爾格拉諾為首的大規模疏散行動以逃過焦土政策。最後，西班牙人終於屈服，但戰爭已嚴重地影響了當地經濟。
1834年11月18日，經過了一連串內部矛盾後，胡胡伊省宣佈脫離圖庫曼省和薩爾塔省並實行自治。胡胡伊的經濟和社會漸漸得到改善，並且在19世紀末出現了甘蔗產業。20世紀初，鐵路已經把胡胡伊省與布宜諾斯艾利斯和玻利維亞的拉巴斯連接起來。
胡胡伊第一個重工業項目是由首席經濟顧問Manuel Savio將軍建立的。在1945年時，Manuel Savio將軍就在胡胡伊擁有了阿根廷首個現代鋼廠。1969年時，胡胡伊加入了由阿根廷國有能源企業YPF領導的能源項目，與其石油含量豐富的鄰省薩爾塔省一起勘探石油資源。

## 地理及氣候

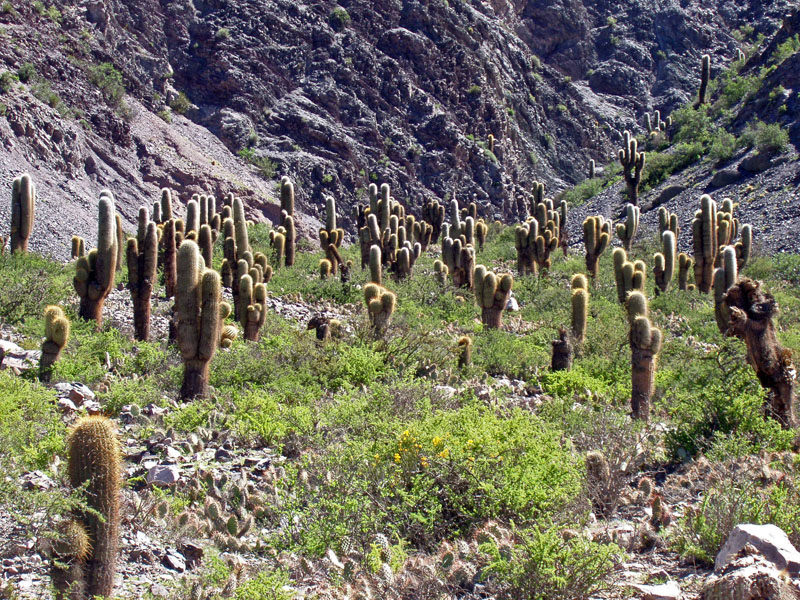
塔夫拉達·德烏瑪瓦卡

胡胡伊地理上可以分為3個區域；占胡胡伊大部分地方的阿爾蒂普拉諾高原是一個海拔3,500米高的高原並擁有高達5,000米的山峰。胡胡伊內的格蘭德河流經1,000米至3,500米高的塔夫拉達·德烏瑪瓦卡山谷。在東南部，山脈則下降至格蘭查科地區。高度和氣候上的大幅度改變造成了荒漠區域，例如Salinas Grandes的鹽礦，和亞熱帶地區，例如Yungas森林。
儘管胡胡伊省擁有著類別不同的地勢，除了San Francisco河的El Ramal谷之外其他土地的特徵主要都是乾旱和半荒漠化。在高海拔地區，日間和夜間的溫度差距會比較大，而離開了San Francisco河附近的溫帶降雨量更是稀少。
格蘭德河和San Francisco河是貝爾梅霍河的支流。皮科馬約河則流經聖胡安、La Quiaca、Yavi和Sansana。

## 經濟
胡胡伊的整體經濟發展落後，2006年的生產總值約為30億美元，即大約人均4,900美元。（比國家平均數要低40%）
雖然胡胡伊位處鄉郊，但其經濟並非以農業為主。農業占胡胡伊的出口總值約10%，其主要農作物出產是甘蔗。甘蔗產業占全省生產總值超過一半，占全國的甘蔗出產30%。胡胡伊第二大農作物出產為煙草，主要來自於東南部的山谷，由國家主要煙草商經營。
其他農作物出產包括豆類、柑桔、蕃茄和其他用作本地食用的農作物。小規模的乳牛和山羊等牧場正在增加以供應給本地奶類製品商；大羊駝、小羊駝和原駝等羊毛牧場正大量增加。
胡胡伊的製造業相對於其鄰近省份較為傑出，占其經濟總值15%。胡胡伊的Altos Hornos Zapla高爐是阿根廷第二大的鐵類生產商。其他工業包括開採建造業物料的礦場、位於Caimancito的煉油廠、位於Salinas Grandes含鹽盆地的採鹽業、和原料來自胡胡伊森林的造紙業。
省內建有Gobernador Horacio Guzmán International Airport，是由1967年營運至今的國際機場。

## 旅遊
旅遊業是胡胡伊一個重要並持續增長的行業，並為這地區帶來大量遊客，當中包括來自阿根廷其他省份的遊客（80%）、來自南美洲其他國家的遊客（12%）和來自歐洲的遊客（7%）。大部份遊客會先前往聖薩爾瓦多-德胡胡伊然後再探索省內其他地方。距離聖薩爾瓦多-德胡胡伊34公里的Horacio Guzmán International Airport營運的航線包括布宜諾斯艾利斯和科爾多瓦。
除了獨特的地貌顏色和結構，胡胡伊豐富的土著文化亦是吸引遊客的另一亮點。艾馬拉和Quechua文化在此相互共存，而印加遺跡在此也得到良好保護。
來到胡胡伊的遊客通常會前往塔夫拉達·德烏瑪瓦卡和Cerro de los Siete Colores、Pucará de Tilcara、Salinas Grandes以及其他小鎮。其他較為少人涉足的目的地包括座落在Yungas森林的卡利萊瓜國家公園、La Quiaca、Laguna de Pozuelos和Laguna Guayatayoc。

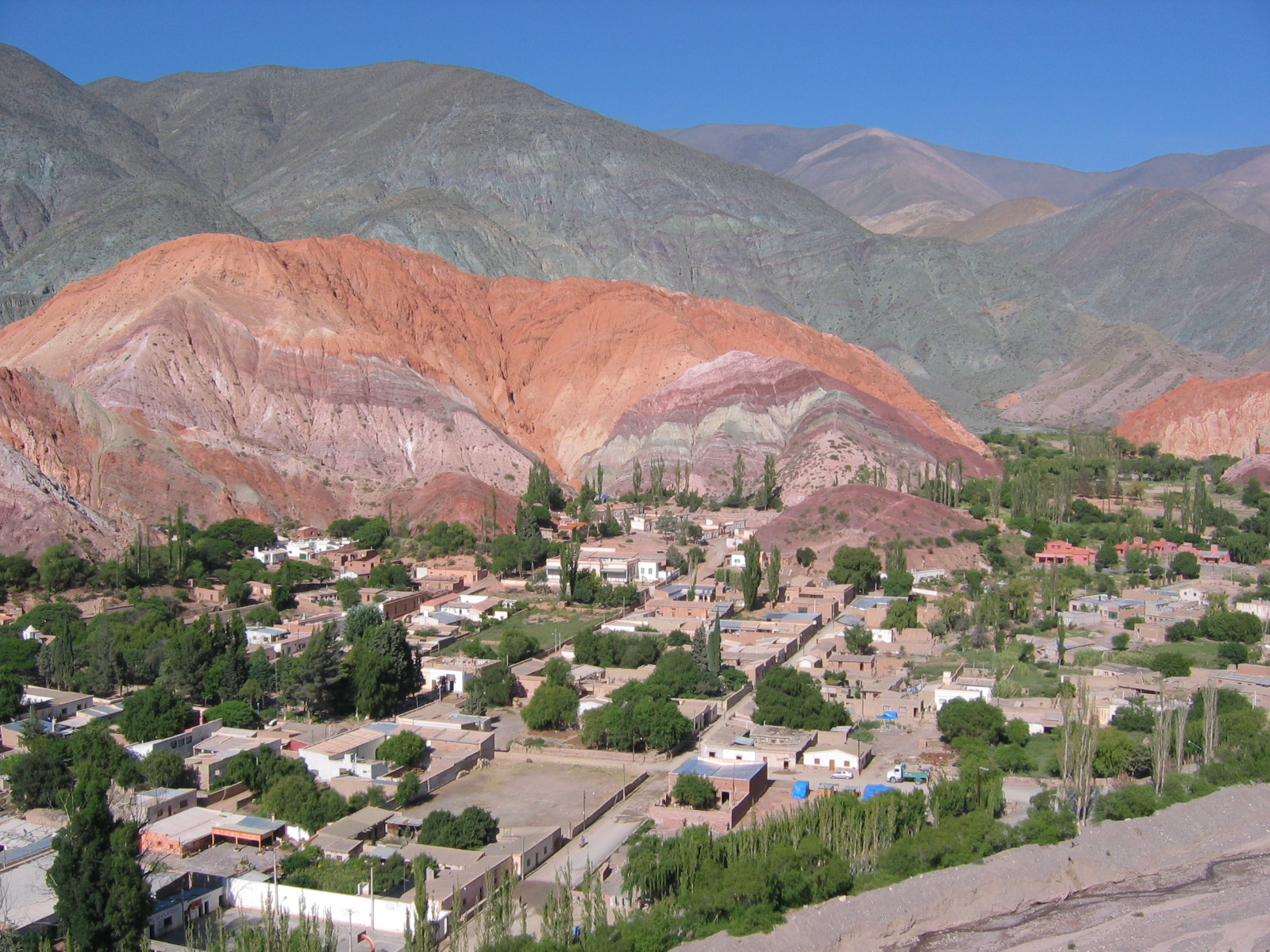
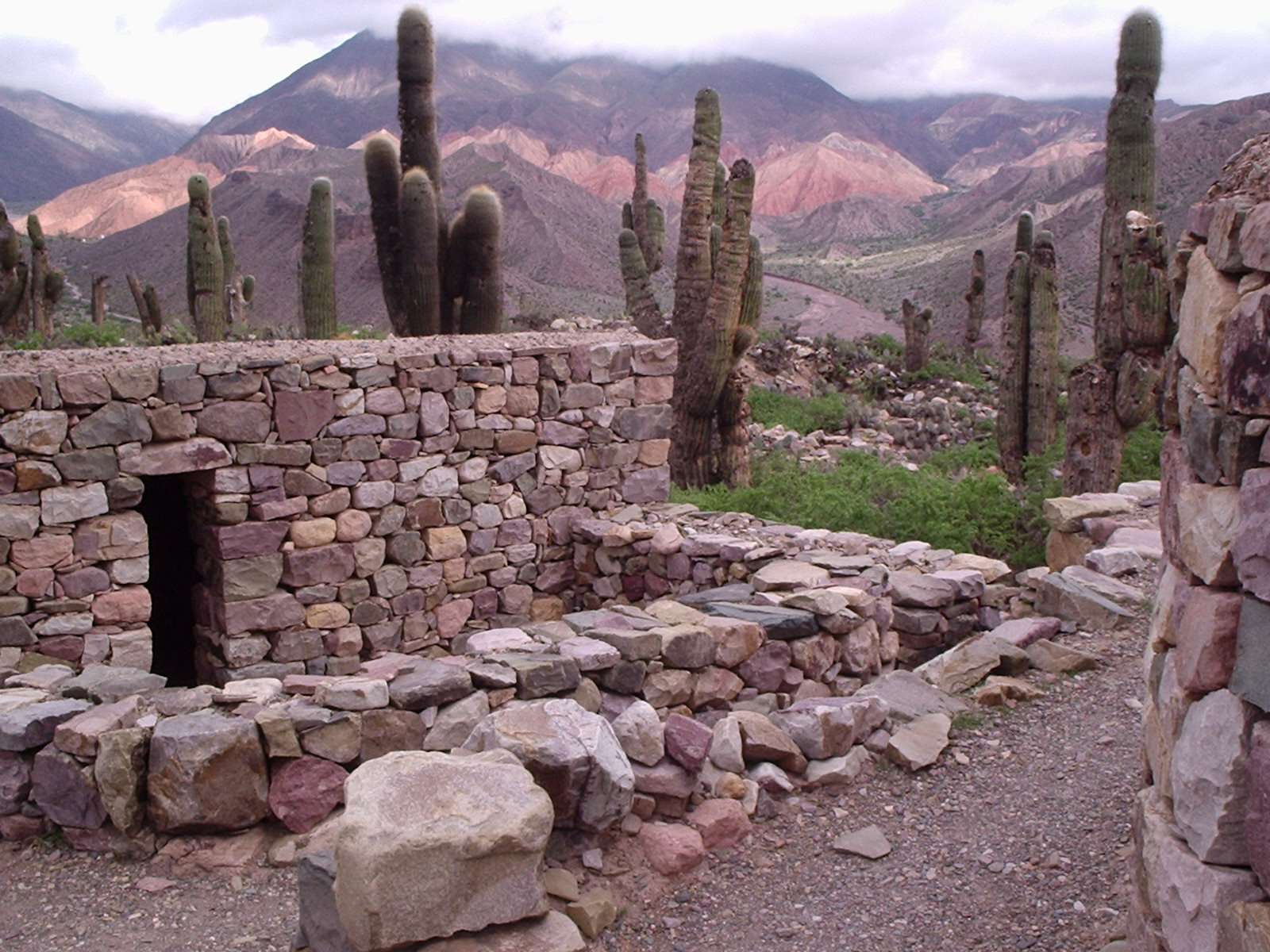
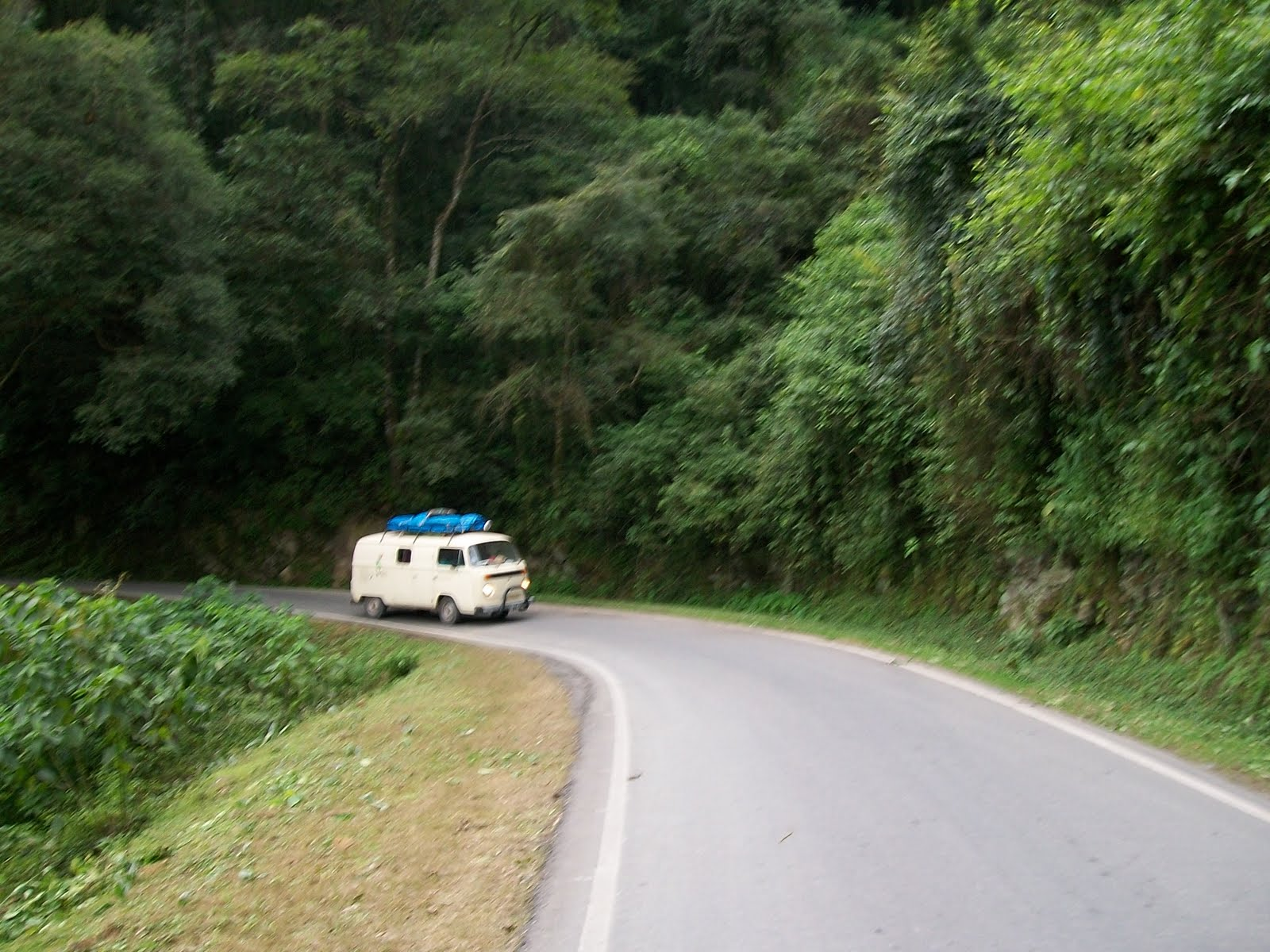
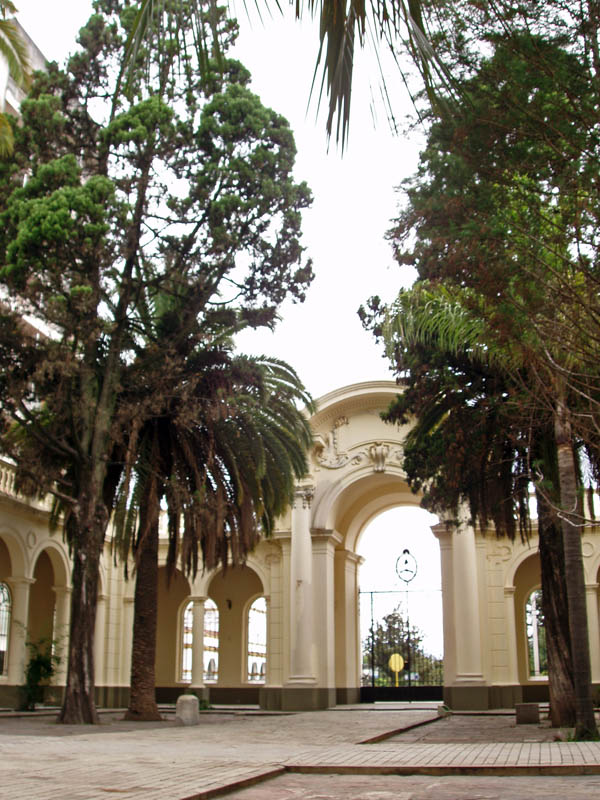

## 行政區劃
胡胡伊被劃分為16個縣。
1. 科奇諾卡縣
2. 埃爾卡門縣
3. 馬努耶爾貝爾格拉諾縣
4. 萊德斯馬縣
5. 帕爾帕拉縣
6. 林科納達縣
7. 聖安東尼奧縣
8. 聖佩德羅縣
9. 聖巴巴拉縣
10. 聖卡塔利娜縣
11. 蘇斯克斯縣
12. 蒂爾卡拉縣
13. 通巴亞縣
14. 巴耶格蘭德縣
15. 亞維縣
16. 烏馬瓦卡縣